# Colchicaceae
Colchicaceae је фамилија монокотиледоних скривеносеменица из реда Liliales. Статус фамилије постоји у мањем броју класификационих схема (APG II, Далгренов систем, Торнов систем). Фамилија обухвата око 200 врста зељастих вишегодишњих биљака.